# Andrew Butterfield
Andrew Butterfield (ur. 28 stycznia 1990) – nowozelandzki judoka. 
Startował w Pucharze Świata w 2009 i 2012. Srebrny medalista mistrzostw Oceanii w 2010. Mistrz kraju w 2014; trzeci w 2008, 2009 i 2012 roku.